# Карельская Слободка
Карельская Слободка — село в Юрьев-Польском районе Владимирской области России, входит в состав Небыловского сельского поселения.

## География
Село расположено на берегу речки Уршма в 19 км на северо-восток от центра поселения села Небылое и в 45 км на юго-восток от райцентра города Юрьев-Польский.

## История
По мнению историков, село древнее, но никаких давних известий о нём не сохранилось. Карельская Слободка стала селом после построения в 1863 году на средства прихожан каменной, с такой же колокольней, однопрестолькой церкви, освященной во имя Святого великомученика Димитрия Солунского. В 1881 году в селе построена каменная однопрестолькая тёплая церковь преподобного Сергия Радонежского Чудотворца. В 1896 году в приходе - одна Карельская Слободка, в которой тогда было 84 двора, в них жили 243 крестьянина и 273 крестьянки.
В конце XIX — начале XX века село входило в состав Тумской волости Суздальского уезда.
С 1929 года село входило в состав Тумского сельсовета Юрьев-Польского района, с 1935 года — Небыловского района, с 1965 года — в составе Шихобаловского сельсовета Юрьев-Польского района.

## Население
| 1859 | 1897 | 1905 | 2002 | 2010 | 2021 |
| ---- | ---- | ---- | ---- | ---- | ---- |
| 381  | ↗504 | ↗569 | ↘16  | ↘9   | ↗31  |

## Достопримечательности
В селе находятся недействующие Церковь Сергия Радонежского (1881) и Церковь Димитрия Солунского (1863).